# Цейлон на летних Олимпийских играх 1948
Британский доминион Цейлон принимал участие в Летних Олимпийских играх 1948 года в Лондоне (Великобритания) в первый раз за свою историю, и завоевал одну серебряную медаль. Это первая олимпийская медаль сборной Цейлона.

## Медали
Серебро
- Лёгкая атлетика, мужчины, 400 метров с барьерами — Дункан Уайт.

## Состав сборной
Семь спортсменов, все — мужчины, соревновались в лёгкой атлетике и боксе.
Самым молодым участником сборной был 19-летний спринтер Джон Де Сарам, старшим — 30-летний Дункан Уайт.
Знаменосцем был Дункан Уайт .

## Результаты

### Бокс
Эдди Грей
Лесли Ханданж
Алекс Обейсекере

### Лёгкая атлетика
Галладж Даймонд Пейрис
Дункан Уайт
Джон Де Сарам
Альберт Перера